# Jawhar Mnari
Jawhar Mnari, född 8 november 1976 i Monastir, är en tunisisk före detta fotbollsspelare (mittfältare). Han avslutade sin karriär i FSV Frankfurt i tyska andraligan, 2. Bundesliga.
Mnari deltog i VM i Tyskland 2006, där han gjorde ett mål mot Spanien i gruppspelet. Han representerade även Tunisien i afrikanska mästerskapet 2004, då laget blev mästare, samt i Confederations Cup 2005. Sammanlagt spelade han 44 landskamper och gjorde tre mål.
På klubbnivå har Mnari representerat US Monastir (2000–2001), Espérance Sportive de Tunis (2001–2005), 1. FC Nürnberg (2005–2010) och FSV Frankfurt (2010–2011).